# Sofema
Sofema (Société française d'exportation de matériel militaire et aéronautique, укр. Французька експортна компанія військового та авіаційного обладнання) — французька компанія, що спеціалізується на оновленні, маркетингу та обслуговуванні сухопутного, морського та повітряного обладнання першого покоління, в основному з матеріалів, отриманих від збройних сил Франції.
Штаб-квартира компанії знаходиться в Леваллуа-Перре поблизу Парижа. Технічні об'єкти розташовані в Ла-Тест-де-Бюш і Шатору .

## Історія
Sofema була створена в 1997 році в результаті злиття двох державних компаній (Ofema і Sofma), відповідальних за підтримку та допомогу в продажах за кордоном для найбільших французьких авіаційних і оборонних промислових груп.
Її першим президентом до 2001 року був префект Іван Барбо  (колишній президент Ofema), який керував приватизацією компанії в 1998 році навколо основної групи важливих акціонерів, до числа яких входять серед інших EADS, Safran (утворена в результаті злиття Snecma і SAGEM), DCNS, Thales, NEXTER SYSTEMS (колишній GIAT), Dassault Aviation і Renault Trucks (Volvo Group) .
Призначений генеральним директором і головою правління у 2001 році, генерал Бернар Норлен розпочав політику диверсифікації у відповідь на поступову ерозію свого основного бізнесу — зокрема, завдяки створенню власних комерційних команд серед основних акціонерів. У 2007 році під керівництвом свого нового голови та генерального директора Гійома Жискара д'Естена Sofema була глибоко переорієнтована, за кілька років подолавши шлях від ролі посередника у великих французьких експортних контрактах до ролі незалежного продавця оновленого наземного, повітряного та морського обладнання. Її продукція включає бронеавтомобіль VBC-90, бронетранспортер Véhicule de l'Avant Blindé та гелікоптер Aérospatiale Alouette III, а також серію легких бронеавтомобілів AML і Eland  .
Sofema має сертифікат ISO «9001-2008» та «EN 9120». Вона також бере участь у процесі сертифікації ISO 26000 (міжнародний стандарт, що стосується соціальної відповідальності організацій).

## Діяльність
Залежно від потреб своїх клієнтів, Sofema купує обладнання першого покоління, переважно французького виробництва, і доводить його до первозданного стану у своїх майстернях або через своїх спеціалізованих партнерів. Ці контракти також включають основний компонент допомоги у впровадженні та навчанні з країнами-покупцями, еквівалентні послугам, які надають великі виробники при експорті нового обладнання .
На додаток до ремонтних робіт Sofema пропонує своїм клієнтам великий запас запасних частин, доповнений мережею партнерів і постачальників. Компанія здатна замінювати важкодоступні елементи еквівалентними деталями або навіть виготовляти їх ідентичні копії у своїх майстернях, якщо оригінальних деталей більше не існує.
Міжнародний консультативний відділ Sofema спрямований на допомогу промисловим групам у всьому світі в їх міжнародному розвитку. Він пропонує комбіноване фінансування аудиту, комерційне представництво і сервіс у сферах оборони та безпеки, аерокосмічної, енергетичної, транспортної інфраструктури та навколишнього середовища.